# Vuomajärvi (Karesuando socken, Lappland)
Vuomajärvi är en sjö i Kiruna kommun i Lappland och ingår i Torneälvens huvudavrinningsområde. Sjön har en area på 0,347 kvadratkilometer och ligger 472 meter över havet. Sjön avvattnas av vattendraget Myllyjoki (Kuormakkajoki).

## Delavrinningsområde
Vuomajärvi ingår i det delavrinningsområde (757201-175798) som SMHI kallar för Inloppet i Kuormakkajärvi. Medelhöjden är 464 meter över havet och ytan är 38 kvadratkilometer. Det finns inga avrinningsområden uppströms utan avrinningsområdet är högsta punkten. Myllyjoki (Kuormakkajoki) som avvattnar avrinningsområdet har biflödesordning 3, vilket innebär att vattnet flödar genom totalt 3 vattendrag innan det når havet efter 368 kilometer. Avrinningsområdet består mestadels av skog (50 procent) och sankmarker (46 procent). Avrinningsområdet har 1,03 kvadratkilometer vattenytor vilket ger det en sjöprocent på 2,7 procent.